# Dunster (stacja kolejowa)
 Dunster – stacja kolejowa w miejscowości Dunster w hrabstwie Somerset w Wielkiej Brytanii. Obecnie stacja przelotowa zabytkowej kolei West Somerset Railway. W pobliżu siedemnastowieczny zamek.